# سرود کریسمس (فیلم ۱۹۰۸)
«سرود کریسمس» (انگلیسی: A Christmas Carol (1908 film))، یک فیلم است که در سال ۱۹۰۸ منتشر شد. از بازیگران آن می‌توان به تام ریکتس اشاره کرد.